# Michalina Rudzińska
Michalina Rudzińska (sinh ngày 22 tháng 1 năm 2002) là nữ kiện tướng người Ba Lan đạt danh hiệu Women FIDE Master (WFM) (2018). Cô chiến thắng Giải vô địch cờ vua nữ Ba Lan (2022).

## Sự nghiệp cờ vua
Michalina Rudzińska chơi cờ vua từ khi còn trẻ. Năm 2009, tại Chotowa, cô về nhì trong Giải vô địch Ba Lan môn Cờ vua cho trẻ mẫu giáo (lúc đó cô 7 tuổi). Michalina Rudzińska giành ba huy chương của Giải vô địch cờ vua trẻ Ba Lan: vàng (Międzyzdroje 2010 - giải U8) và hai huy chương bạc (Jastrzębia Góra 2018 - giải U16, Szklarska Poręba 2019 - giải U18). Cô từng hai lần đoạt huy chương của Giải vô địch cờ nhanh trẻ em châu Âu: bạc (Tallinn 2019 - giải U18) và đồng (Tallinn 2014 - giải U12), cũng như 9 lần giành huy chương tại Giải vô địch cờ nhanh trẻ em tại Ba Lan. Michalina Rudzińska đại diện cho Ba Lan tại Giải vô địch cờ vua trẻ thế giới (2 lần) và Giải vô địch cờ vua trẻ châu Âu (4 lần), đạt thành tích tốt nhất trong năm 2018 tại Chalkidiki: cô đứng vị trí thứ 8 trong giải U16 vô địch thế giới.
Năm 2018, cô giành chiến thắng trong giải „Gwiazda Północy" mở rộng ở Jastrzębia Góra. Vào năm 2020 tại Pokrzywna, Michalina Rudzińska giành được danh hiệu Nhà vô địch nữ U20 Ba Lan, và trong năm tiếp theo của giải đấu này (Pokrzywna 2021), cô giành được huy chương bạc. Năm 2021, Michalina Rudzińska tham gia giải vô địch cờ vua nữ Ba Lan và xếp ở vị trí thứ 9 tại Bydgoszcz . Thành công lớn nhất trong sự nghiệp của cô cho đến nay là vào năm 2022 tại Kruszwica, cô đã giành danh hiệu vô địch cờ vua nữ Ba Lan, đồng thời hoàn thành tiêu chuẩn đầu tiên cho danh hiệu Đại kiện tướng nữ (WGM). Thành tích này rất đặc biệt, vì trong nhóm 10 kiện tướng, Michalina Rudzińska có thứ hạng FIDE thấp nhất.